# یوتا ناکاموتو
یوتا ناکاموتو (中本悠太 Nakamoto Yūta, زادهٔ ۲۶ اکتبر ۱۹۹۵)، که به‌طور حرفه‌ای با نام یوتا (کره‌ای: 유타) شناخته می‌شود، خواننده، رقصنده، رپر و بازیگر ژاپنی ساکن کره جنوبی است. او یکی از اعضای گروه پسرانهٔ کره جنوبی، ان‌سی‌تی است و در سال ۲۰۱۶ در زیر مجموعهٔ آن یعنی ان‌سی‌تی ۱۲۷ فعالیت خود را آغاز کرد.

## اوایل زندگی
یوتا زادهٔ ۲۶ اکتبر ۱۹۹۵ در کادوما، اوساکا، ژاپن است. او دومین فرزند از میان سه خواهر و برادر است و یک خواهر بزرگتر و یک خواهر کوچکتر از خود دارد. او از دبیرستان بین‌المللی دانشگاه یاشیما گاکوئن فارغ‌التحصیل شد. یوتا از سن پنج سالگی تا شانزده سالگی فوتبال بازی می‌کرد و می‌خواست که یک بازیکن حرفه‌ای فوتبال شود، رؤیایی که آن را به خاطر آیدل شدن، رها کرد.

## فیلم‌شناسی

### فیلم
| سال  | عنوات                          | نقش        | توضیحات  | منابع |
| ---- | ------------------------------ | ---------- | -------- | ----- |
| ۲۰۲۲ | بالا و پایین بدترین اکس (کراس) | سوزاکی ریو | نقش اصلی | [ ۳ ] |

### تلویزیون
| سال  | عنوان              | نقش               | توضیحات      | منابع |
| ---- | ------------------ | ----------------- | ------------ | ----- |
| ۲۰۱۵ | اجلاس سران غیرعادی | عضو گروه بازیگران | نماینده ژاپن | [ ۴ ] |

### برنامه رادیویی
| سال        | عنوان                           | نقش  | منابع       |
| ---------- | ------------------------------- | ---- | ----------- |
| ۲۰۲۰–اکنون | ان‌سی‌تی ۱۲۷ ユウタのیوتا در خانه | دی‌جی | [ ۵ ] [ ۶ ] |